# クレモリーノ
クレモリーノ（伊: Cremolino）は、イタリア共和国ピエモンテ州アレッサンドリア県にある、人口約1,000人の基礎自治体（コムーネ）。

## 地理

### 位置・広がり
| 隣接するコムーネは以下の通り。 - カッシネッレ - モラーレ - モルベッロ - モルサスコ - オヴァーダ - プラスコ - トリゾッビオ |

### 地震分類
イタリアの地震リスク階級 (it) では、3 に分類される
。

## 行政

### 分離集落
クレモリーノには、以下の分離集落（フラツィオーネ）がある。
- Belletti, Caramagna, Crosio, Piandelmo, Piazze, Pobiano, Priarona